# VleesWijzer
De VleesWijzer was een hulpmiddel voor consumenten, welke bedoeld is om hen te informeren bij het kopen van vlees of vleesvervangende producten. De wijzer bevatte onder andere informatie over dierenwelzijn en milieu-impact van verschillende soorten vlees(vervangers). Stichting Varkens in Nood maakte de wijzer in samenwerking met Milieudefensie. De VleesWijzer werd op 27 oktober 2009 gelanceerd.

## Dierenwelzijn en milieu
Er wordt gebruikgemaakt van een vijfpuntenschaal voor dierenwelzijn en milieu. De interpretatie van wat 'goed' en wat 'slecht' vlees is, hangt deels af van de voorkeur van de gebruiker voor een van beide criteria. De diervriendelijkste keus (biologisch lamsvlees) is niet de milieuvriendelijkste keus: dat is kip, maar kip is van allemaal het minst diervriendelijk. Qua gemiddelde score is biologisch rundergehakt de beste keuze. De vleesvervangende producten scoorden in alle categorieën het beste en staan daarom bovenaan de lijst.

## Rundergehakt vs. rundvlees
In de wijzer wordt onderscheid gemaakt tussen rundergehakt en rundvlees, waarbij opvalt dat rundvlees aanmerkelijk slechter scoort op het gebied van milieu. Volgens de makers is dit te verklaren door de verschillende herkomst: rundergehakt is afkomstig van uitgemolken melkkoeien. Een groot deel van de milieu-impact komt dan niet voor rekening van het vlees, maar van de melk die de koe gedurende haar leven produceerde.

## Opvolgers
De VleesWijzer is overgegaan in de SuperWijzer, die vervolgens is overgegaan in de Questionmark-app.